# آلیسون ریسک
 آلیسون ریسک (انگلیسی: Alison Riske؛ زادهٔ ۳ ژوئیهٔ ۱۹۹۰) یک تنیس‌باز اهل ایالات متحده آمریکا است.